# Adeona wilsoni
Adeona wilsoni is een mosdiertjessoort uit de familie van de Adeonidae. De wetenschappelijke naam van de soort is voor het eerst geldig gepubliceerd in 1881 door MacGillivray.